# Srpska autonomna oblast
Srpska autonomna oblast (skraćeno SAO) je naziv za samoproglašene teritorijalno-političke tvorevine osnivane na području Hrvatske i BiH 1990. i 1991. tijekom raspada SFRJ, u funkciji širenja Srbije. Od njih su formirane dvije marionetskeparadržave odane političkom i vojnom rukovodstvu Srbije - Republika Srpska Krajina na području Hrvatske i Republika Srpska na području Bosne i Hercegovine. Akcijama hrvatske vojske i policije velikosrpska agresija na Hrvatsku je poražena, dok Republika Srpska danas postoji kao jedan od dva entiteta od kojih se sastoji post-daytonska BiH.

## Hrvatska
Prva tvorevina pod nazivom SAO bila je SAO Kninska Krajina, proglašena u kolovozu 1990. u Kninu i njegovoj neposrednoj okolici odnosno području koje se tijekom tzv. Balvan revolucije odmetnulo od hrvatskih vlasti. 
Njena preteča je bila Zajednica opština Sjeverne Dalmacije i Like osnovana 27. lipnja 1990. u općinama gdje je na nekoliko mjeseci ranije održanim izborima većinu osvojila nacionalistička Srpska demokratska stranka. Nakon što su se odmetnutim općinama oko Knina pridružile i općine Banije i Korduna, to je područje u jesen 1990. proglasilo SAO Krajinu. 
Druga SAO je bila SAO Slavonija, Baranja i Zapadni Srem, osnovana na područjima istočne Hrvatske u lipnju 1991. Posljednja SAO je bila SAO Zapadna Slavonija, formalno osnovana u kolovozu 1991. kada je u drugim dijelovima Hrvatske već buknuo Domovinski rat.

## Bosna i Hercegovina
U BiH su se slični entiteti počeli osnivati 1991. pod vodstvom Srpske demokratske stranke, nekoliko mjeseci prije izbijanja otvorenih sukoba. Najveći od njih je bila SAO Bosanska Krajina u zapadnom dijelu BiH, potom SAO Hercegovina (u istočnom dijelu Hercegovine), SAO Sjeverna Bosna, između Krajine i Semberije, SAO Sjeveroistočna Bosna (također poznata i kao SAO Semberija), SAO Romanija i SAO Birač.
Odmah nakon izbora, Srbi osnivaju po općinama nelegalna "nacionalna vijeća", koja u proljeće 1991. prerastaju u "zajednice općina", a ove u Srpske autonomne oblasti. U njima Srbi uspostavljaju paradržavnu upravu, pripravljaju oružanu pobunu, u čemu im osobito pogoduje koncentracija JNA u Bosni i Hercegovini nakon povlačenja iz Slovenije i Hrvatske.
Sve SAO su, u većoj ili manjoj mjeri, primale propagandnu, logističku i vojnu podršku od strane tadašnjeg srpskog režima Slobodana Miloševića. Vlast u Hrvatskoj pod vodstvom Franje Tuđmana su, pak, od samog početka nastojale povratiti kontrolu nad teritorijama SAO-a uz pomoć policije, a kasnije i novoorganizirane Hrvatske vojske, u čemu ih je ometala JNA. U BiH je reakcija vlasti na formiranje SAO-a bila paralizirana time da je SDS bila dio vladajuće koalicije nacionalnih stranaka, a koja će se formalno raspasti tek nakon eskaliranja velikosrpske agresije u BiH 1992. godine.